# パヴェウ・ヤナス
パヴェウ・ヤナス（Paweł Janas、1953年3月4日 - ）は、ポーランドの元サッカー選手。元ポーランド代表。ポジションはディフェンダー。

## 経歴
1976年にポーランド代表デビュー。1982 FIFAワールドカップでは6試合に出場し、3位となった。1984年までに53試合に出場、1得点をあげた。

## 代表歴

### 出場大会
- ポーランド代表
  - 1982 FIFAワールドカップ

### 試合数
- 国際Aマッチ 53試合 1得点（1976年-1984年）[1]

| ポーランド代表 | 国際Aマッチ | 国際Aマッチ |
| 年             | 出場        | 得点        |
| -------------- | ----------- | ----------- |
| 1976           | 3           | 0           |
| 1977           | 4           | 0           |
| 1978           | 1           | 0           |
| 1979           | 10          | 1           |
| 1980           | 16          | 0           |
| 1981           | 6           | 0           |
| 1982           | 10          | 0           |
| 1983           | 2           | 0           |
| 1984           | 1           | 0           |
| 通算           | 53          | 1           |